# Эберсхаузен
Эберсхаузен (нем. Ebershausen) — община в Германии, в земле Бавария. 
Подчиняется административному округу Швабия. Входит в состав района Гюнцбург. Подчиняется управлению Крумбах.  Население составляет 600 человек (на 31 декабря 2010 года). Занимает площадь 9,09 км².